# شاهر السوهمی
شاهر السوهمی (انگلیسی: Shaher Elsohemy)؛ یکی از برجسته‌ترین مسلمانان مصری-کانادایی، است که ۴ میلیون دلار توسط پلیس سلطنتی کانادا به خاطر نقشش در نفوذ در طرح تروریسم ۲۰۰۶ انتاریو دریافت کرد. هرچند برخی ادعا می‌کردند که او به عنوان عامل تحریک‌آمیز عمل کرده‌است ولی ادعای آن‌ها در دادگاه شکست خورد.
به او مصونیت قانونی برای «آگاهی و کمک به فعالیت‌های تروریستی» داده شد و از این مصونیت برای گرفتن کارت اعتباری و خرید مواد منفجره استفاده کرد. پس از دستگیری، او بعداً به عنوان شاهد حفاظت شده برای امنیتش شناخته شد.

## زندگی
شاهر فارغ‌التحصیل مهندسی کشاورزی است و عمدتاً زندگی خود را در قاهره، مصر گذرانده‌است، اما در سال ۲۰۰۰ به کانادا بازگشت و بمدت پنج ساله به عنوان سرپرست هواپیما برای شرکت هوایی کانادا کار کرد.
او به عنوان مردی که «زندگی خوب را دوست دارد» توصیف شده‌است، او یک بار با دوستش به لهستان صرفاً به خاطر آنکه می‌خواستند گوشت اردک بخورند، یک روزه مسافرت کردند. بار دیگر، او به توصیف رستوران مورد علاقه خود با یک دوست خود تصمیم گرفت با وی در سفر یک روزه به جنوب آمریکا برای غذا خوردن در آن رستوران برود.
او کار خود را برای بازکردن تجارت آذوقه، که در سال بعد بسته شد، ترک کرد. تغییر مسیر او، بازکردن یک کسب و کار جدید، ایجاد یک آژانس مسافرتی بود.

## نقش در طرح
در ۲۹ آوریل ۲۰۰۶، این مرد توسط سرویس اطلاعات امنیتی کانادا (CSIS) احضار شد - از وی خواسته شد به عنوان یک خبرچین – دیدارهایی را با پلیس کانادایی ترتیب دهد. او به آژانس پلیس گفت که او مایل است به گروهی که تحت نظارت هستند نفوذ کند. مذاکرات با ۱۵ میلیون دلار آغاز شد. اعتقاد بر این بود که کمک او در «متوقف کردن اقدام تروریستی، ارزش این میزان پول را دارد».
پلیس سلطنتی کانادا برای شش ساعت با او مذاکره کرد اما قادر به متقاعد کردن او برای کمتر از ۱۳٫۴ میلیون دلار نشد و در ساعت ۱۰ بعد از ظهر روز بعد برای ادامه مذاکره موافقت کردند. پلیس سلطنتی کانادا حاضر به پاسخگویی به خواسته‌های وی نشد و جلسه بدون موافقت ادامه یافت، هرچند در یادداشت داخلی آمده‌است که نیروهای پلیس بهتر است با قیمت وی موافقت کنند. در جلسه نهایی، پلیس موافقت کرد که او مبلغ ۵۰۰۰۰۰ دلار پیش بپردازد، میزان قیمت توافق شده ۴/۱ میلیون دلار بود.
او مصونیت قانونی را برای آگاهی از فعالیت‌های تروریستی دریافت کرد و از امکان گرفتن کارت اعتباری و خرید نیترات آمونیوم از افسران مخفی پلیس و تسهیل ذخیره کود از مواد منفجره در انبار برخوردار شد. او ۲۰۰۰ دلار از شریف عبدالحلیم به عنوان پیش پرداخت برای خرید مواد منفجره با استفاده از مدرک مهندسی کشاورزی دریافت کرد.
یک ماه بعد، هر واحد اطلاعاتی و پلیس با همکاری یکدیگر یک سری حملات در منطقه بزرگ تورنتو انجام دادند، در این حملات ۱۶ مرد جوان و یک مرد مسن تر ادعا می‌شد که به عنوان رهبر آن‌ها عمل کرده را دستگیر کردند. تا آوریل ۲۰۰۸، هفت تروریست ادعا شده، از جمله رهبر ادعا شده گروه، بعد از اینکه به دلیل عدم وجود شواهد کافی برای دست داشتن آن‌ها در طرح بفرمان پادشاه آزاد شدند.